# Prosopocoilus rondoni
Prosopocoilus rondoni là một loài bọ cánh cứng trong họ Lucanidae. Loài này được Bomans & Lacroix mô tả khoa học năm 1970.